# Chromidina
Genre
Chromidina est un genre d'eucaryotes unicellulaire de l'embranchement des ciliés.

## Espèces
- Chromidina coronata
- Chromidina elegans